# Antybiotyki polienowe
Antybiotyki polienowe – antybiotyki z grupy leków przeciwgrzybiczych. Ich mechanizm działania opiera się na tworzeniu kompleksów z lipidami błon komórkowych grzybów co prowadzi do uszkodzenia tych błon.
Są stosowane do leczenia zakażeń grzybiczych zarówno układowych (amfoterycyna B), jak i miejscowych, takich jak stomatopatie protetyczne czy kandydoza jamy ustnej (nystatyna, amfoterycyna B).